# Марки Пермского Совдепа
Марки Пермского Совдепа — почтовые марки, выпущенные Советом депутатов Перми в середине 1918 года для советской уездной почты. Считаются первыми советскими марками России.

## Описание
Марки отпечатаны на плотной бумаге, часто склеенной из двух полос, способом типографской печати с рельефным тиснением. На них изображены наковальня, молот, грабли и коса; дана надпись с сокращением окончаний ряда слов: «Марка уездной почты Пермского уездного Совдепа»; номинал марок — 15 копеек.
Миниатюры печатались с двух клише, отличающихся друг от друга деталями рисунка, поэтому существует две их разновидности. Марки имеют зубцы с овальными отверстиями, исполненными способом высечки. Края зубцов окантованы красной каймой. По данным исследователя земской почты Д. В. Кузнецова (1982), марки были отпечатаны в Пермской губернской типографии. Тираж их составил 60 тысяч экземпляров.

## История
15 апреля 1918 года Пермский уездный исполком, «в целях увеличения средств уездного Комитета…», принял решение о повышении тарифов на пересылку корреспонденции по земской почте. Примерно в июне земская почта стала именоваться уездной, несколько позднее — уездной Советской почтой.

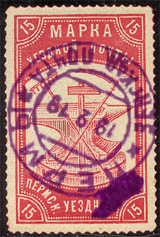
Марка Пермского Совдепа, прошедшая почту при администрации Колчака (1919; реконструкция)

Предположительно в конце июня — начале июля 1918 года для нужд советской уездной почты состоялся выпуск почтовых марок, которые использовались для оплаты простых и заказных писем.
В ночь с 24 на 25 декабря 1918 года Пермь, а затем и весь уезд, был занят войсками Временного Всероссийского правительства А. В. Колчака. На восстановленной 13 января 1919 года земской почте продолжили использовать марки Пермского Совдепа, вначале без изменений, а с февраля 1919 года на исходящих отправлениях почтовыми служащими вычеркивалось слово «Совдеп».
В докладе земской управы 51-му Чрезвычайному уездному земскому собранию, сессия которого проходила в феврале 1919 года, говорилось:
Хотя марки эти (Совдепа) заготовлены в большевистском вкусе, но Управа не видит ничего предосудительного использовать все оставшиеся марки, зачеркнув снизу на марке лишь слово „совдеп“, так как помимо нежелательной затраты, местные типографии, будучи сильно разрушены при эвакуации, не могут выполнить в скором времени заказа на марки другого образца. По данному вопросу управа просит земские собрания разрешить ей использовать весь запас оставшихся советских марок, заготовленных ими для земской почты.
Слово «Совдеп» вычёркивали чёрными чернилами, предположительно, после наклейки марки на письмо. Имеются сведения, что это слово зачёркивалось также фиолетовыми чернилами и карандашом.
1 июля 1919 года части Красной Армии снова заняли Пермь. Советская уездная почта возобновила местные почтовые услуги, в то время бесплатные в соответствии с декретом от 1 января 1919 года. Уездная почта в Пермской губернии была ликвидирована в марте-апреле 1920 года «вследствие… перехода Уездной почты в ведение народной связи…».

## Статус марок
В ряде публикаций марки Пермского Совдепа именуются земскими. Однако это не верно. Все негашёные марки, как и погашенные земскими почтовыми штемпелями в 1918 году, а также погашенные надписью «Уездная почта» относятся к маркам уездной советской почты. По сведениям Д. В. Кузнецова (1982), известна марка Пермского Совдепа с гашением от 17 июля 1918 года, то есть это первые в России советские марки.
Марки же, прошедшие по земской почте в первом полугодии 1919 года, как с зачёркнутым, так и с незачёркнутым словом «Совдеп» считаются земскими.
Марки Совдепов относят также к полуофициальным почтовым маркам.

## Филателистическая ценность
В период существования советской уездной почты, до конца 1918 года, было израсходовано 6 тысяч марок. Однако известна только одна гашёная марка, прошедшая почту 17 июля.
Точное количество использованных марок во время правления администрации Колчака неизвестно. Из акта от 4 июля 1919 года следует, что «марок на руках (у населения) находится на сумму 3220 руб.», то есть их расход за первое полугодие 1919 года составил более 32 тысяч штук. При этом известны лишь две марки, прошедшие почту в 1919 году.